# Džigme Sengge Wangčhug
Džigme Singgjä Wangčhug (* 11. listopadu 1955 Káthmandú) je bývalý bhútánský král, který vládl mezi lety 1972–2006.
Pochází z královského rodu Wangčhugů, vzdělání obdržel v Bhútánu a Spojeném království. Trůnu se chopil v sedmnácti letech po náhlé smrti svého otce Džigme Dordže Wangčhuga. Jeho oficiální korunovace proběhla 2. června 1974, čímž se Džigme Singgjä Wangčhug stal ve svých osmnácti letech vůbec nejmladším monarchou na světě.
Džigme Singgjä Wangčhug pokračoval v reformách, ve kterých započal jeho otec Džigme Dordže. Bhútán je bohatý na přírodní zdroje a Džigme Singgjä se je rozhodl plně využít. Reformy byly rozděleny do pětiletých fází a zaměřovaly se mimo jiné na rozvoj komunikací, vzdělávacího systému, zdravotnictví a bankovnictví. V roce 1998 král vydal rozhodnutí, ve kterém omezuje své pravomoci ve prospěch vlády. V roce 2006 se rozhodl odstoupit z trůnu a předat jej svému nejstaršímu synu Džigme Khesar Namgjel Wangčhugovi.
Jeho čtyři manželky jsou sestry, a to Dordže Wangmo, Cchering Päma, Cchering Jangdön, Sangda Cchondön. Má deset dětí (pět synů a pět dcer).